# John Ware
 (février 2021).
La mise en forme du texte ne suit pas les recommandations de Wikipédia : il faut le « wikifier ».
Les points d'amélioration suivants sont les cas les plus fréquents. Le détail des points à revoir est peut-être précisé sur la page de discussion.
- Les titres sont pré-formatés par le logiciel. Ils ne sont ni en capitales, ni en gras.
- Le texte ne doit pas être écrit en capitales (les noms de famille non plus), ni en gras, ni en italique, ni en « petit »…
- Le gras n'est utilisé que pour surligner le titre de l'article dans l'introduction, une seule fois.
- L'italique est rarement utilisé : mots en langue étrangère, titres d'œuvres, noms de bateaux, etc.
- Les citations ne sont pas en italique mais en corps de texte normal. Elles sont entourées par des guillemets français : « et ».
- Les listes à puces sont à éviter, des paragraphes rédigés étant largement préférés. Les tableaux sont à réserver à la présentation de données structurées (résultats, etc.).
- Les appels de note de bas de page (petits chiffres en exposant, introduits par l'outil «  Source ») sont à placer entre la fin de phrase et le point final[comme ça].
- Les liens internes (vers d'autres articles de Wikipédia) sont à choisir avec parcimonie. Créez des liens vers des articles approfondissant le sujet. Les termes génériques sans rapport avec le sujet sont à éviter, ainsi que les répétitions de liens vers un même terme.
- Les liens externes sont à placer uniquement dans une section « Liens externes », à la fin de l'article. Ces liens sont à choisir avec parcimonie suivant les règles définies. Si un lien sert de source à l'article, son insertion dans le texte est à faire par les notes de bas de page.
- La présentation des références doit suivre les conventions bibliographiques. Il est recommandé d'utiliser les modèles {{Ouvrage}}, {{Chapitre}}, {{Article}}, {{Lien web}} et/ou {{Bibliographie}}. Le mode d'édition visuel peut mettre en forme automatiquement les références.
- Insérer une infobox (cadre d'informations à droite) n'est pas obligatoire pour parachever la mise en page.

Pour une aide détaillée, merci de consulter Aide:Wikification.
Si vous pensez que ces points ont été résolus, vous pouvez retirer ce bandeau et améliorer la mise en forme d'un autre article.
John Ware (né vers 1845-1850 en Caroline du Sud et mort le 11 septembre 1905 près de Brooks, Alberta), est un cow-boy, propriétaire de ranch et éleveur de bétail afro-canadien.
Il est arrivé au Canada  en 1882, et s'y installe jusqu'à sa mort en 1905. 
Il est influent dans les premières années de l'essor de l'industrie des ranchs au sud d'Alberta[pas clair]. Connu pour son habileté équestre, il est parmi les premiers éleveurs de la province d'Alberta. 

## Biographie
John Ware est né durant la période esclavagiste dans une plantation près de Georgetown, en Caroline du Sud.  
Après la guerre civile américaine (guerre de sécession), il quitte la côte pour le Texas ; il apprend le métier d'éleveur de vaches et devient un cow-boy.  
En 1882, il arrive en Alberta pour livrer 3000 bovins pour Sir Hugh Allan et sa compagnie, la North-West Cattle Co.  
À son arrivée à Calgary, il trouve du travail dans les ranchs Bar U(en) et Quorn avant de démarrer son propre ranch près de la rivière Red Deer. 
En 1900, John Ware, sa femme Mildred Lewis (1871-1905), et leurs cinq enfants, déménagent de la région de Calgary au nord-est du village de Duchess, en Alberta. 
En 1902, sa première maison est détruite par la crue printanière. Il la reconstruit sur un terrain plus élevé ; elle surplombe un ruisseau désormais appelé Ware Creek.
Au printemps de 1905, Mildred Lewis meurt d'une pneumonie. 
À l’automne 1905, le cheval de John Ware trébuche dans un trou de blaireau, écrase son cavalier et lui brise le cou. 
Les funérailles de Ware sont parmi les plus importantes organisées aux premiers jours de la ville de Calgary.
Comme tout héros populaire, il existe un grand nombre d'histoires sur ses aptitudes de cavalier, sa maîtrise des armes à feu et son grand appétit — ce qui a contribué au mythe du cow-boy. 
Il n'aurait jamais été désarçonné par aucun des chevaux sauvages qu'il a montés ; il aurait popularisé la lutte au bouvillon ; elle deviendra l'une des principales activités du Stampede de Calgary.
L'histoire de John Ware est celle d'un personnage qui a contribué à poser les bases de l'industrie de l'élevage dans l'Ouest du Canada, tout en défiant les préjugés.
Né dans l'esclavage, Ware est devenu une figure respectée de la province d'Alberta.

## Héritage
John Ware fait l'objet d'une biographie, John Ware's Cow Country par JW Grant MacEwan (Edmonton : Institute of Applied Art, 1960 ; Deuxième édition, Saskatoon : Western Producer Prairie Books, 1973 ; Troisième édition, Vancouver : Greystone Books, 1995).
Un récit fictif de ses exploits intitulé High Rider est publié en 2015 par Bill Gallaher (Éditions Touchwood).  (ISBN 978-1-77151-114-8) .
Un livre pour enfants, Howdy, I'm John Ware d'Ayesha Clough, avec des illustrations de Hugh Rookwood, est publié en 2020 (Livres Red Barn). (ISBN 9781999108786) .
Diamond Joe White, un musicien de l'Alberta, sort une chanson intitulée « High Rider : The John Ware Story ».
Ware est le sujet du film documentaire de Cheryl Foggo, John Ware Reclaimed (2020).
La Poste Canadienne a émis un timbre commémoratif représentant John Ware, pour célébrer le mois de l'histoire des Noirs en 2012.
Plusieurs éléments géographiques à proximité du ranch de la famille Ware sont nommés en son honneur :
- John Ware Ridge[13] (anciennement Nigger John Ridge[14] ) ;
- Mount Ware[15] ;
- Ware Creek[16].

D'autres homonymes incluent « John Ware Junior High School » dans le sud-ouest de Calgary, le bâtiment John Ware du Southern Alberta Institute of Technology (en) (SAIT) de Calgary, un collège polytechnique de premier cycle, et le John Ware 4-H Beef Club à Duchess, en Alberta. 
En 1958, la cabane en rondins, qui fut la maison familiale de 1900 à 1905, a été déplacée de sa prairie près de Millicent, en Alberta, à la vallée de la rivière Red Deer, dans le parc provincial Dinosaur (un déménagement d'environ 20 kilomètres à l'est). La cabane a été restaurée en 2002. En 2006, un petit fragment de bois de la cabane du parc provincial Dinosaur a été fourni au projet Six String Nation. Le fragment sert d'élément supérieur du pick-guard de Voyageur, la guitare au cœur du projet.
Aucun des cinq enfants de John et Mildred Ware ayant vécu jusqu'à l'âge adulte n'a eu d'enfants. Leur dernière fille, Nettie, est décédée le jour de son 96e anniversaire en mars 1989 à Vulcan, en Alberta. Leur dernier fils, Arthur, est décédé à Burnaby, en Colombie-Britannique, en mai 1989. Des proches de Mildred Ware résident toujours au New Jersey et en Colombie-Britannique.